# Герб Локачів
Герб Ло́качів — офіційний символ смт Локач, районного центру Волинської області. Затверджений 29 лютого 2000 року сесією Локачинської селищної ради. Герб є промовистим, причому назва в гербі обігрується двічі.
Автор — І. Хамежук, консультував Б. Бернадський, геральдичну експертизу провів А. Гречило.

## Опис герба
Гербовий щит має форму чотирикутника з півколом в основі. У червоному полі на зеленій основі (на луках) — лучник у срібному обладунку та одежі натягує срібний лук із стрілою. 
Щит обрамлений декоративним бароковим картушем і увінчаний срібною міською короною. 
Лучник на зелених луках символізує героїчне минуле селища, а також поєднує найпоширеніші версії походження назви Локачі. В одній із них говориться, що назва походить від слова лук. Відомо, що на території селища було чимало воїнів-лучників — захисників Локачинського замку, та майстерних зброярів, луки яких славилися своєю надійністю.
Інший переказ стверджує, що назва містечка походить від давньоукраїнського слова лукачі, тобто люди, які живуть на полях-луках. Окрім цього зелені луки є символом родючості локачинської землі, яка стала годувальницею як для люду, так і для коней і худоби, про що писав у своїх дослідженнях В. Дембський.